# Бруно Франко
Бруно Алешандре Франко (на португалски: Bruno Alexandre Franco) е бразилски футболист, който играе на поста ляв бек. Състезател на Локомотив (София).

## Кариера
Франко е играл за Моги Мирим, Бататаис, Гуарульос, Рио Бранко и Матонензе. 

### Спартак Плевен
На 1 юли 2022 г. Бруно става част от плевенския Спартак. Дебютира на 9 октомври при равенството 0:0 като гост на Миньор (Перник).

### Локомотив София
На 4 януари 2023 г. бразилецът подписва със софийския Локомотив. Прави дебюта си на 10 февруари при равенството 0:0 като гост на Ботев (Пловдив).